# 撫墾署
撫墾署是臺灣日治時期短暫設置過的一個機構，其業務根據〈臺灣總督府撫墾署官制〉的規定，主要是掌管原住民族行政和山林資源開發相關事務。該機構是參考清治時期設置的撫墾局，於明治廿九年（1896年）設立，後來在明治卅一年（1898年）裁廢並將業務交由辨務署第三課接管。

## 沿革
日本中央於明治廿九年（1896年）3月31日公布勅令第九十三號〈臺灣總督府撫墾署官制〉，並於4月1日施行此制，而撫墾署主要負責的業務是原住民族（勅令原文稱「蕃民」）的撫育與輔導生產，以及蕃地開墾與山林、樟腦製造相關的事務。同年（1896年）5月23日，臺灣總督府發布府令第十二號公布各撫墾署的位置。而根據臺灣總督府在同年（1896年）9月1日頒布的府令第三十號，除了得到官府營業許可的人，進出蕃地必須得到各撫墾署長的許可，否則處以25日以下的「輕禁錮」或25圓以內的罰金。
明治三十年（1897年）5月31日，日本政府以勅令第百六十三號修改〈臺灣總督府撫墾署官制〉，將原本隸屬於臺灣總督府的撫墾署改由地方縣廳掌管，並允許視情況設置出張所。最後在明治卅一年（1898年）6月20日隨著修改過的〈臺灣總督府地方官官制〉施行，〈臺灣總督府撫墾署官制〉遭到廢止，撫墾署裁廢後將業務交由辨務署第三課接管。

## 組織

### 職員
根據1896年公布的〈臺灣總督府撫墾署官制〉，臺灣的撫墾署共有以下的人員：
| 職名   | 員額 | 等級 | 職掌                                                                 |
| ------ | ---- | ---- | -------------------------------------------------------------------- |
| 主事   | 8    | 奏任 | 擔任「撫墾署長」，接受臺灣總督府民政局長的指揮監督來處理署內一切事務 |
| 技手   | 22   | 判任 | 在署長的指揮下承辦署務                                               |
| 書記   | 22   | 判任 | 在署長的指揮下承辦庶務                                               |
| 通譯生 | 11   | 判任 | 在上級長官的指揮下處理翻譯事務                                       |

後來在1897年〈臺灣總督府撫墾署官制〉進行修改後，臺灣的撫墾署共有以下的人員：
| 職名   | 員額 | 等級 | 職掌                                                         |
| ------ | ---- | ---- | ------------------------------------------------------------ |
| 主事   | 11   | 奏任 | 擔任「撫墾署長」，接受知事、廳長的指揮監督來處理署內一切事務 |
| 主事補 | 104  | 判任 | 在署長的指揮下承辦庶務、技術、翻譯相關事務                   |

### 各地撫墾署
根據臺灣總督府在1896年發布的府令第十二號，臺灣各地成立11個撫墾署，1897年修改〈臺灣總督府撫墾署官制〉後，大多數撫墾署底下增設出張所，其詳情如下：
| 名稱         | 位置（1896年時）        | 出張所（1897年改制後增設）                         |
| ------------ | ----------------------- | -------------------------------------------------- |
| 叭哩沙撫墾署 | 臺北縣宜蘭支廳 叭哩沙   | 天送埤出張所、白米甕出張所                         |
| 大嵙崁撫墾署 | 臺北縣 大嵙崁           | 屈尺出張所                                         |
| 五指山撫墾署 | 臺北縣新竹支廳 五指山   | 十股庄出張所、內灣出張所、上坪出張所、大河底出張所 |
| 南庄撫墾署   | 臺北縣新竹支廳 南庄     | 加禮出張所、大東河出張所                           |
| 大湖撫墾署   | 臺中縣苗栗支廳 大湖     | 獅潭出張所、八角林出張所、水尾出張所、南湖出張所   |
| 林圯埔撫墾署 | 臺中縣雲林支廳 林圯埔   |                                                    |
| 東勢角撫墾署 | 臺中縣 東勢角           | 大茅埔出張所                                       |
| 埔里社撫墾署 | 臺中縣埔里社支廳 埔里社 | 蜈蚣崙出張所                                       |
| 恆春撫墾署   | 臺南縣恆春支廳 恆春     | 內埔出張所                                         |
| 蕃薯藔撫墾署 | 臺南縣 蕃薯藔           |                                                    |
| 臺東撫墾署   | 臺南縣臺東支廳 臺東     | 花蓮港出張所                                       |

## 外部連結
- 〈臺灣總督府撫墾署官制〉
- 〈蕃地ニ出入スル者ハ官廳ノ許可ヲ得テ營業ニ從事スルモノノ外所轄撫墾署長ノ許可ヲ受クヘキ件〉（1896年臺灣總督府府令第三十號）